# 安藤裕子
安藤裕子（1977年5月9日—），日本女創作歌手、平面模特兒、演員。神奈川縣出身，血型B型，所屬經紀公司為Horipro。

## 經歷
安藤裕子原本對音樂的興趣不大，比較喜愛繪畫，學生時期曾以影像製作為目標，但向電影製作公司應徵皆不甚順利，在周遭人的建議之下，轉而嘗試演員工作。因而開啟演員生涯，並同時上綜藝節目。
在以歌手身分出道之前的2000年，曾參演TBS電視台電視劇《池袋西口公園》和恐怖電影《催眠》等話題作品。亦因演出《池袋西口公園》而和導演堤幸彦熟識，2002年，堤幸彦其後所執導的電影《2LDK》中，使用的片尾曲即是安藤當時還未發表的歌曲《隣人に光が差すとき》，其後亦收錄在專輯《Middle Tempo Magic》，當時使用的名字為「安藤ゆう子」。
2003年7月，以迷你專輯《サリー》正式轉換方向為歌手，其專輯由日本avex trax旗下子廠牌cutting edge發行，所屬經紀公司為YS corporation。2005年11月，安藤因歌曲《のうぜんかつら》搭配了日本酒「月桂冠つき」的廣告而引起廣泛注目，廣告播出時並未註明演唱者的名字亦引起了話題。安藤其後表示，該首歌曲是以爺爺過世當時奶奶所寫的詩為靈感。而收錄此首歌曲的專輯《Merry Andrew》在Oricon公信榜首次進入前10名，安藤因而有了「大器晚成的歌姬」、「次世代創作歌手」等稱號，MV多由自己製作發想，詞曲亦多為個人所創作，編曲則由山本隆二負責。其具有個人特色的唱腔和創作受到不少與其同世代女性群眾的支持，亦擔任多家雜誌的平面模特兒。其後亦為新垣結衣等人創作歌曲。
2011年5月，於官方網站宣布懷孕。
2019年2月，移籍大型經紀公司Horipro。

## 人物
因父母皆為關西人，安藤亦會講關西話。自小喜愛市川崑執導的金田一耕助系列電影及橫溝正史的小說。與一青窈為同校（森村學園）前輩，當時稱呼一青窈為「窈學姊」。亦是CHARA的歌迷，CHARA的作品為其音樂帶來很大影響。
自從出道當歌手後在化妝服裝造型上一直都是自己打理，喜歡塗鴉創作，唱片封面多為自己所創作。雖然很喜歡現場演唱，但不擅長talking，而導演堤幸彥偶爾會去看安藤的現場演出。
與「鬧鐘電視」的播報者安藤優子名字同音異字，安藤曾表示「與那麼了不起的人有著同樣的名字真是相當抱歉，我是個糟糕的人呢」。

## 戲劇演出

### 電視劇
- 池袋西口公園（2000年）－飾 KAORU（山下智久劇中的女友）

### 電影
- 想保護你！（日语：守ってあげたい!）（1999年）－飾 南芽野
- 催眠（日语：催眠 (映画)）（1999年）
- 葡萄的眼淚（日语：ぶどうのなみだ）（2014年10月11日）－飾 愛莉卡
- 接棒家族（2021年10月29日）－飾 水戶香織

## 廣告代言
- 日立　手機「WIN W32H」（2005年）
- サッポロ飲料 「ゲロルシュタイナー」（2010年）

## 廣播主持
- 「Splash Dream」（Date fm 2004年2月）
- 「Middle Tempo Magic」 （NORTH WAVE 2004年7月 - 12月）
- 「OH! MY RADIO」（J-WAVE 每星期四主持・2006年10月 - 2007年3月）
  - 2006年10月5日第1回放送。之後接棒的主持是Remioromen。
  - 曾邀請過宮川彈（日语：宮川弾）、CHARA、堤幸彦、茂木欣一（日语：茂木欣一）等嘉賓。

## 音樂作品

### 單曲
1. 水色の調べ（2004年6月23日）
2. あなたと私にできる事（2005年4月27日）
3. Lost child,（2005年7月27日）
4. さみしがり屋の言葉達（2005年10月5日）
5. TEXAS (2006年7月26日)
6. The Still Steel Down　(2006年10月25日)
7. 海原之月  (2007年10月17日)
8. パラレル（2008年3月19日）
9. Paxmaveiti ラフマベティ -君が僕にくれたもの-（2009年11月25日）
10. 輝かしき日々（2011年11月30日）
11. 360°サラウンド（2015年7月29日）
12. 雨とぱんつ（2017年6月3日）
13. 探偵物語（2018年4月8日）
14. これでいいんだよ（2018年8月8日）
15. 恋しい（2019年6月12日）
16. 鑑（2019年7月27日）
17. 衝撃（2021年2月23日）

### 專輯
1. Middle Tempo Magic（2004年9月8日）
2. Merry Andrew  (2006年1月25日)
3. shabon songs  (2007年2月14日)
4. chronicle. （2008年5月21日）
5. THE BEST '03〜'09（2009年4月15日，精選輯）
6. JAPANESE POP（2010年9月8日）
7. 大人のまじめなカバーシリーズ（2011年3月2日，翻唱專輯）
8. 勘違い（2012年3月28日）
9. グッド・バイ（2013年10月2日）
10. あなたが寝てる間に（2015年1月28日）
11. 頂き物（2016年3月2日）
12. ITALAN（2018年6月27日）
13. Barometz（2020年8月26日）

### 迷你專輯
1. サリー（2003年7月9日） （即「Sally」—唯一一張艾迴有發台壓版的專輯）
2. and do,record.（2004年1月28日）

### DVD
1. the Moon and the Sun.（2006年4月19日）
2. TOUR 2008 “Encyclopedia.” FINAL（2009年1月7日）
3. 秋の大演奏会（2012年11月9日）

### 鋼琴譜集
1. 安藤裕子 Selection for piano  (2006年7月22日)

### 演唱會

#### 2004年
- Live Middle Tempo Magic
  - 11月12日　東京　渋谷 CLUB QUATTRO
  - 11月20日　神戸　クラブ月世界

#### 2005年
- Korea-Japan Road Club Festival 2005 出演
  - 3月25日　韓国 ホンデ地区
- 環の音楽 出演
  - 3月30日　横浜　岩崎ミュージアム・山手ゲーテ座
- "BARFOUT! presentsコンピレコ発記念 authenticanight special" 出演
  - 5月4日　東京　Shibuya duo MUSIC EXCHANGE

- なでしこスウィング～浴衣de夏祭り 出演
  - 7月22日　東京　心斎橋 CLUB QUATTRO

- RISING SUN ROCK FESTIVAL 2005 in EZO 出演
  - 8月20日　北海道　石狩湾新港樽川ふ頭横野外特設ステージ

- HITACHI W32H presents ＊＊do you like me＊＊2005
  - 11月16日　東京　SHIBUYA-AX
  - 11月23日　大阪　Banana Hall（日语：バナナホール）

#### 2006年
- Live Merry Andrew
  - 4月22日　大阪　BIG CAT（日语：BIG CAT）
  - 4月28日　東京　SHIBUYA-AX
  - 4月29日　東京　SHIBUYA-AX(追加公演)

- MUSIC DAY 2006 駒沢公園出演
  - 5月4日
- RISING SUN ROCK FESTIVAL 2006 in EZO出演
  - 8月19日　北海道　石狩湾新港樽川ふ頭横野外特設ステージ

- Live "The Still Steel Down"
  - 12月9日　仙台　　Zepp Sendai
  - 12月12日 東京　　SHIBUYA-AX
  - 12月13日 名古屋　Zepp Nagoya
  - 12月15日 福岡　　IMSホール
  - 12月16日 大阪　　難波Hatch
  - 12月22日 東京　　SHIBUYA-AX

### 搭配主題曲
- 電影「失控的人性（日语：2LDK (映画)）」片尾曲 「隣人に光が差すとき」
- 電視劇「流星花園」日本播放版片尾曲 「サリー」
- 電視動畫「Gilgamesh（日语：ギルガメッシュ (漫画)#テレビアニメ）」片尾曲 「忘れものの森」
- HONDA LIFE（日语：ホンダ・ライフ） 廣告歌「JOHNNY ANGLE」(Fantastic Plastic Machine featuring 安藤裕子名義・未發表曲)
- 三得利 ダイエット<生> 廣告歌　「CMオリジナル曲」
- 電影「人形霊」插曲 「Lost child,」
- WOWOW連續劇 「巷説百物語 狐者異」主題曲 「星とワルツ」
- au WIN W32H 廣告歌 「さみしがり屋の言葉達」
- 月桂冠 廣告歌　「のうぜんかつら(リプライズ）」
- Iro Melomix（日语：ドワンゴジェイピー） DX C廣告歌　「TEXAS」
- 電影「自虐之詩」主題曲 「海原の月」
- 電玩遊戲「雷頓教授與魔神之笛」插曲 　「Paxmaveti ラフマベティ -君が僕にくれたもの-」
- NHK連續劇「全力離婚相談」主題曲「人魚姫」
- 朝日電視台連續劇「探偵物語 (1983年電影)」主題曲「探偵物語（日语：探偵物語/すこしだけやさしく#探偵物語）」
- 東京地下鐵「Find my Tokyo」廣告歌「これでいいんだよ feat.TOKU」
- BS東視週六9點連續劇『W縣警的悲劇（日语：W県警の悲劇）』主題曲「鑑」
- NHK-FM『MUSIC LINE（日语：ミュージックライン）』2019年6・7月份片尾曲「恋しい」
- 動畫『進擊的巨人』最終章片尾曲「衝撃」

## 平面模特兒活動
- PS
- SPRiNG
- Soup.
- SEDA（日语：SEDA）
- MARQUEE
- non-no
- JILLE（日语：JILLE）

## 雜誌連載
- 免費報紙 DI:GA　「徒然之歌」（已完結）
- Soup.　「安藤裕子的HAPPY GO LUCKY♪」（已完結）
- PHaT PHOTO 「miRu me,kiku me」（已完結）
- PHaT PHOTO 「miRu me,kiku me 2」（已完結）
- JILLE（日语：JILLE） 「安藤裕子のU-Bee Chronicle」（已完結）

## 外部連結
- + + Andrew Page + + （页面存档备份，存于） 安藤裕子官方網站